# Stroe și Vasilache

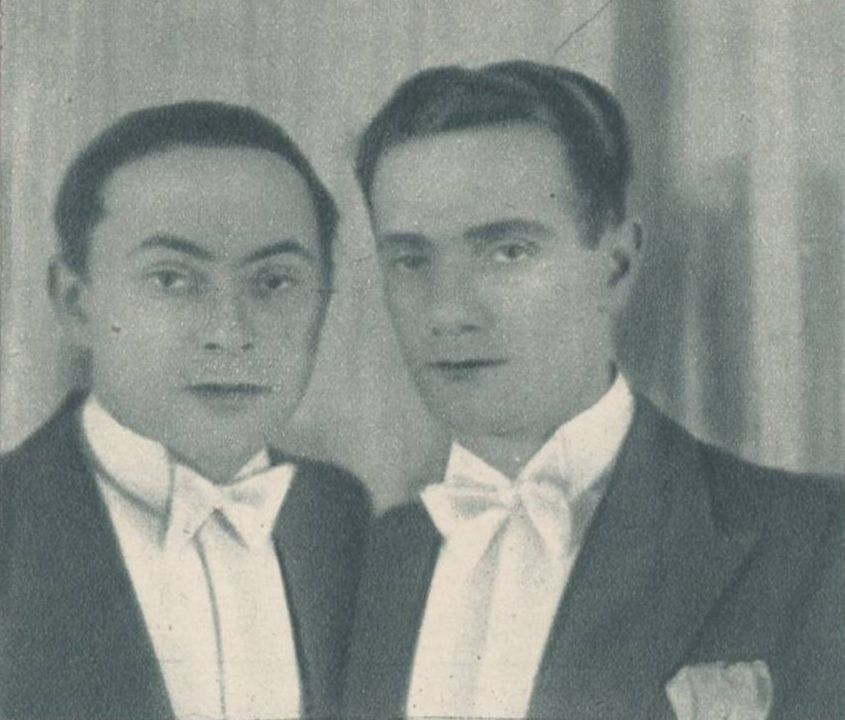
Stroe și Vasilache

Stroe și Vasilache a fost un cuplu de umoriști români, format din artistul evreu Nicolae Stroe (1906-1990) și artistul român Vasile Vasilache (1907-1944). 
Prima emisiune „Ora veselă” a fost difuzată de Radio București pe data de 9 ianuarie 1929. După decesul prematur al lui Vasile Vasilache în bombardamentul Bucureștiului din 4 aprilie 1944, Nicolae Stroe a continuat singur transmiterea în direct, ani în șir, a popularei emisiuni „Ora veselă”, care începea totdeauna cu refrenul:
Alo, alo, aici e Stroe (și Vasilache),
Și roagă să-i dați voie,
O clipă să vă-nveselească,
Să glumească,
Iar cu Voi... 

## Fragmente audio
| (audio) | Stroe şi Vasilache - „Alo, alo, aici e Radio” |  |  |